# Polarographie

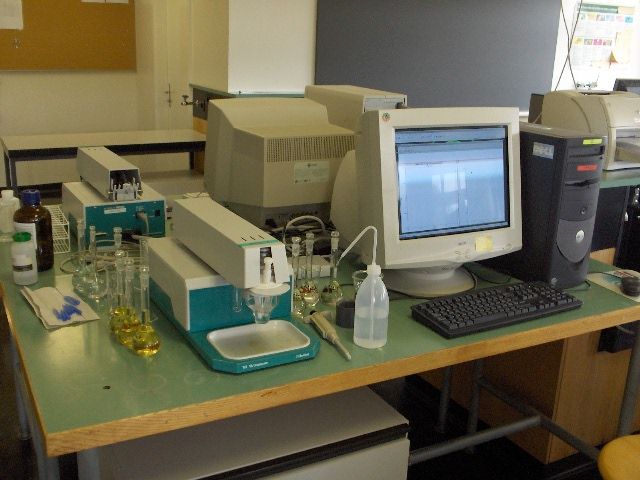
Polarographe.

La polarographie est une forme particulière de la voltampérométrie qui utilise comme électrode de travail une électrode de mercure à gouttes tombantes (en) et dans laquelle la solution n’est pas agitée. 
Méthode d'analyse des oxydations et des réductions en solution, elle appartient donc au domaine de l'électrochimie, la science qui décrit les réactions chimiques dans lesquelles se produisent des transferts d'électrons. Les techniques polarographiques ne sont donc utilisables que lorsque la solution à étudier contient une ou plusieurs espèces réductibles au niveau d'une électrode de mercure à gouttes tombantes, les concentrations des espèces à analyser étant assez faibles. Cette technique est puissante, et permet de rivaliser avec le four atomique (spectrométrie d'absorption atomique).
Pour les espèces oxydables, on lui préfère la voltampérométrie classique, car le mercure de l'électrode est facilement oxydable et ne permet pas un dosage précis.

## Histoire

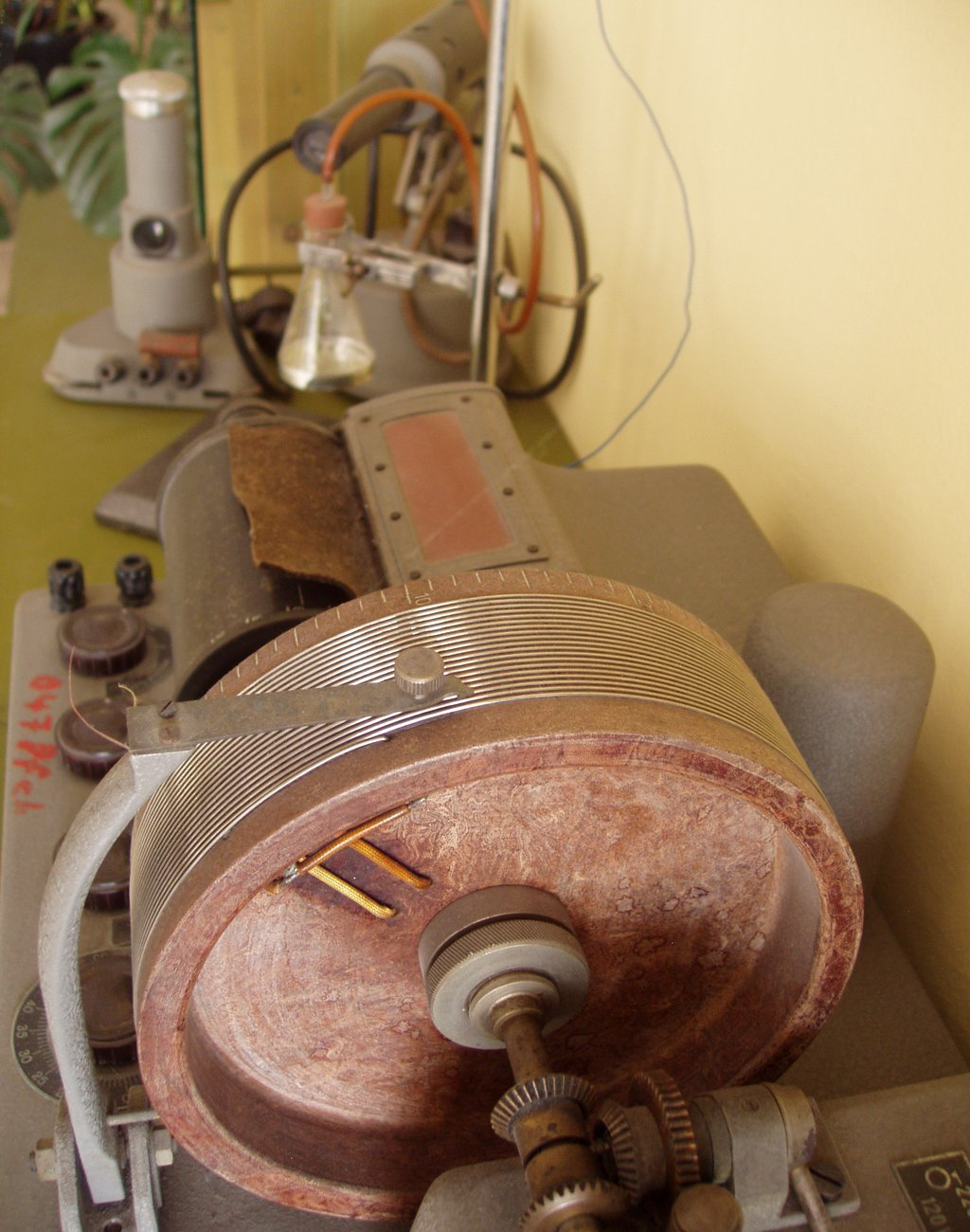
Polarographe ancien, de Heyrovský.
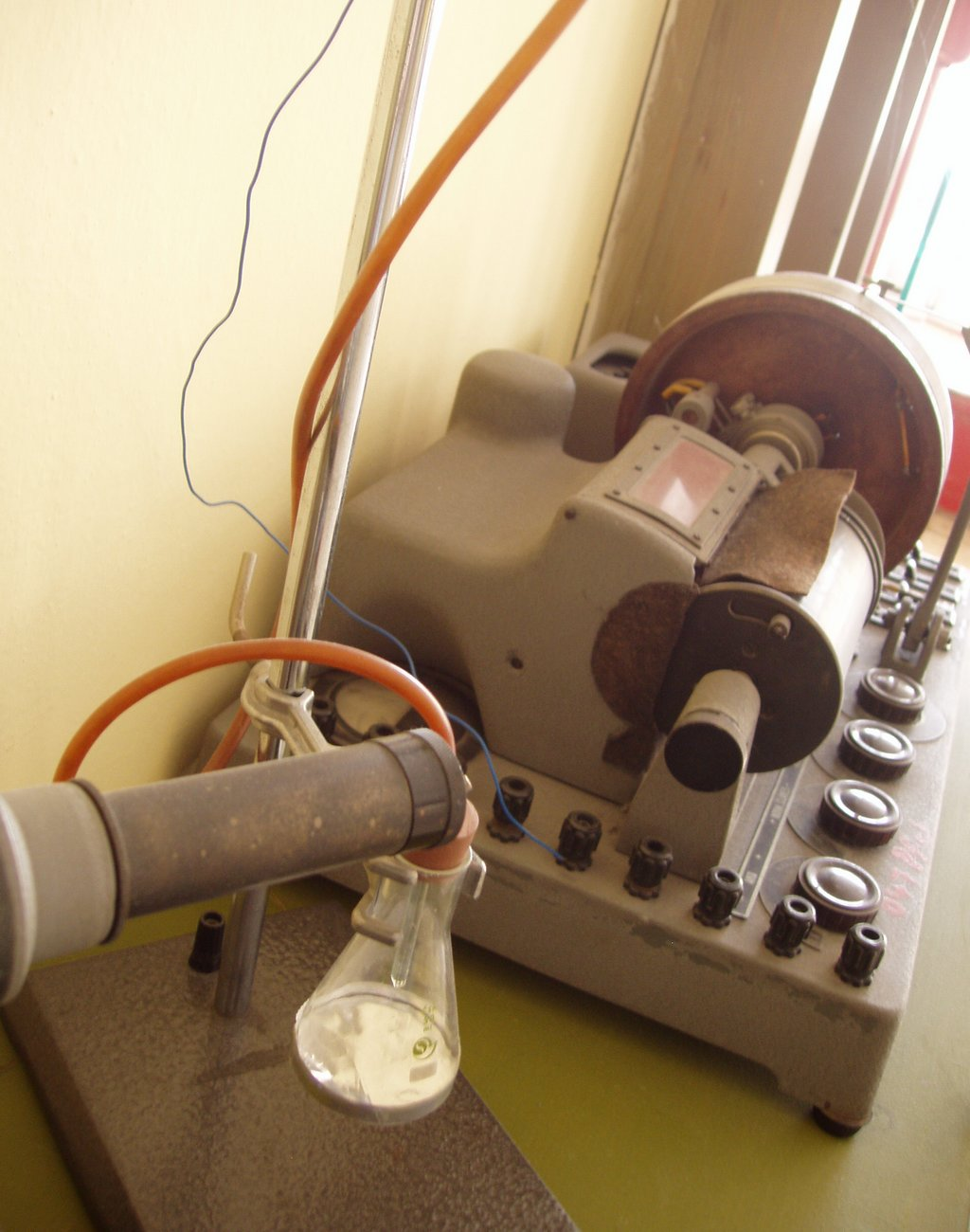
Polarographe de Heyrovský.
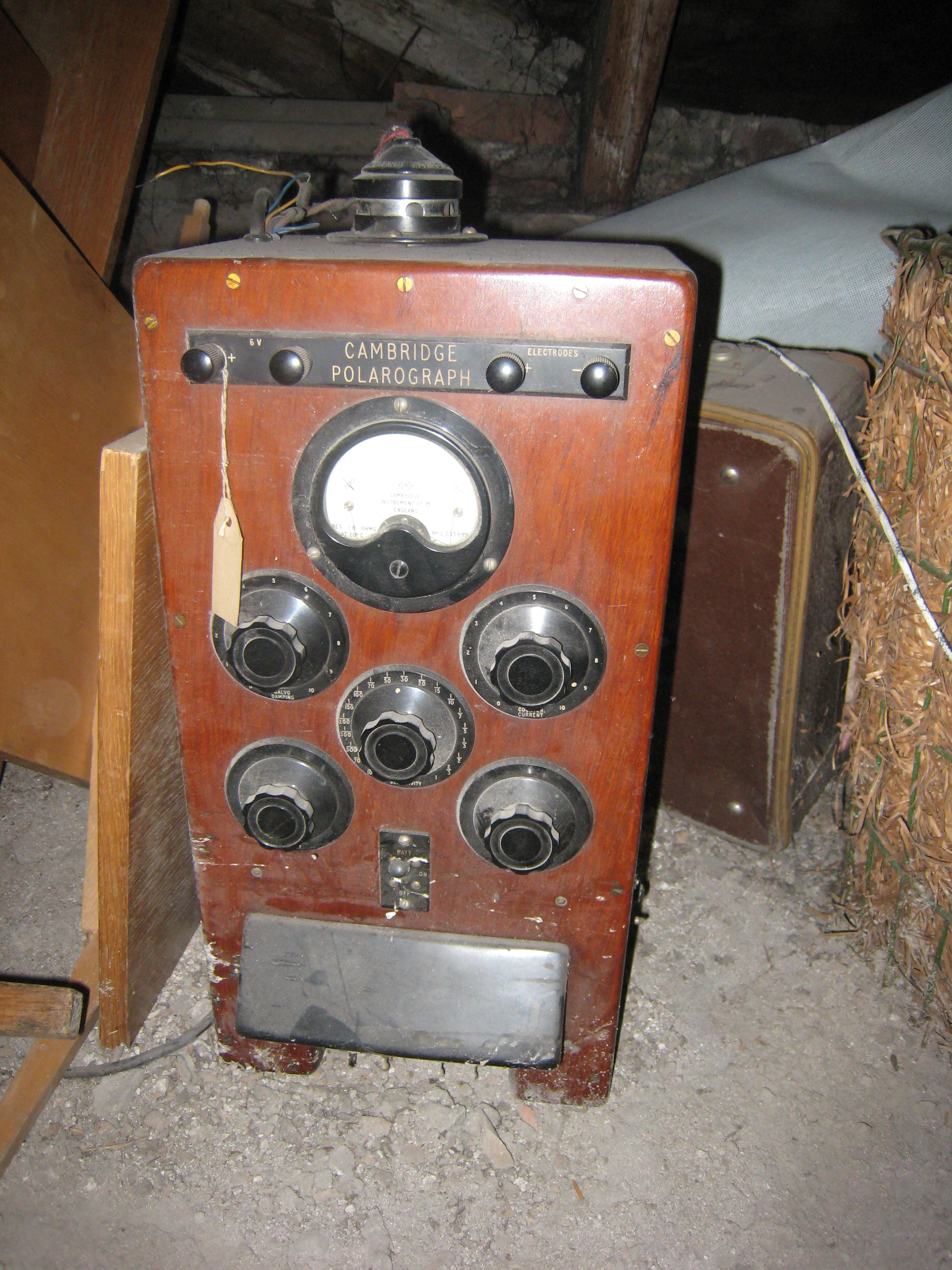
Polarographe ancien.

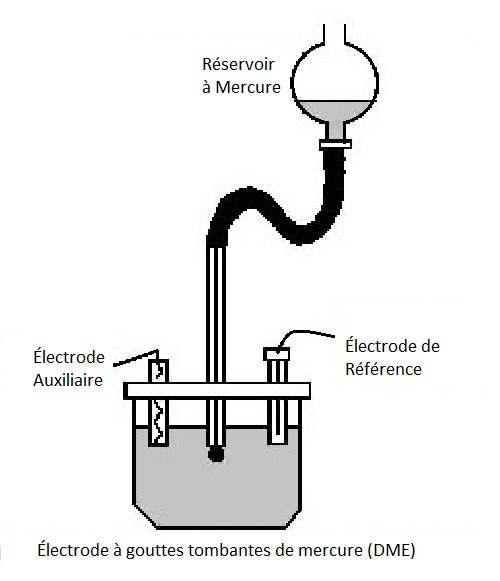
Schéma de l'électrode de mercure à gouttes tombantes.

L’électrode de mercure à gouttes tombantes, « dropping mercury electrode » (DME), était utilisée, à l’origine, pour étudier des phénomènes électrocapillaires par Gabriel Lippmann et Bohumil Kučera (professeur à l’Université Czerch à Prague).
La poursuite des recherches du professeur B. Kučera par Jaroslav Heyrovský a permis l’invention de la polarographie autour de 1922 en Tchécoslovaquie,,,. Quelques années plus tard, en collaboration avec Masuko Shikata, le premier appareil d’enregistrement automatique des courbes du courant en fonction du potentiel (polarographe) a été créé,.
Les avancements de Heyrovsky ont eu un impact énorme au niveau du progrès de l’électroanalyse en général. À un point tel qu’il a reçu le Prix Nobel de Chimie en 1959,,. Il y a eu nombreux développements, par la suite, qui ont permis d’améliorer l’appareil et la technique d’analyse. Il existe maintenant différents modèles d’électrode de mercure. Comme l’électrode à goutte de mercure statique, « static drop mercury electrode » (SMDE), qui a été développée par Princeton Applied Research. Cette électrode permet de meilleurs résultats que l’électrode classique utilisée par Heyrovský puisque la goutte est formée rapidement permettant une surface constante tout le long de la durée de vie de la goutte.

## Instrumentations de l’appareil

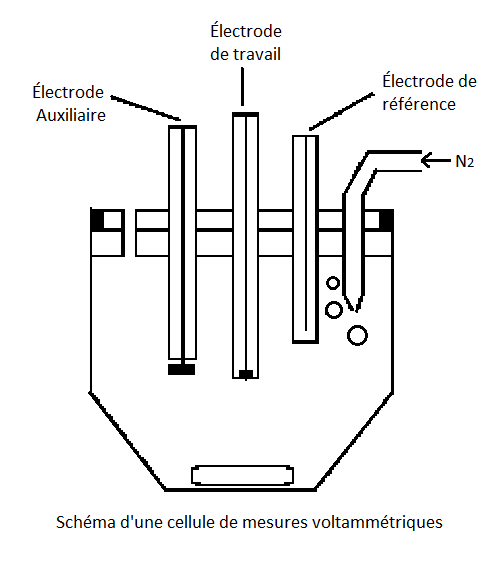
Schéma d'une cellule de mesure

L’appareil est constitué d’une cellule qui est, en général, un bécher fermé de 5 à 50 ml de volume. Cette cellule contient un tube pour acheminer l’azote gazeux et un système d’électrodes.
Il y a une électrode de travail (goutte de mercure). Elle est constituée d’un petit réservoir de mercure relié à un capillaire en verre,. L’avantage de cette électrode est la formation d’une surface de réaction très reproductible, facilement renouvelable et lisse,. Elle est dimensionnée la plus petite possible pour réduire sa tendance à se polariser.
Il y a une électrode de référence de potentiel stable et reproductible (peu importe la composition de l’échantillon) utilisée pour observer la variation de potentiel de l’électrode de travail. Lorsqu’il y a variation, l’amplificateur réajuste le potentiel du système.

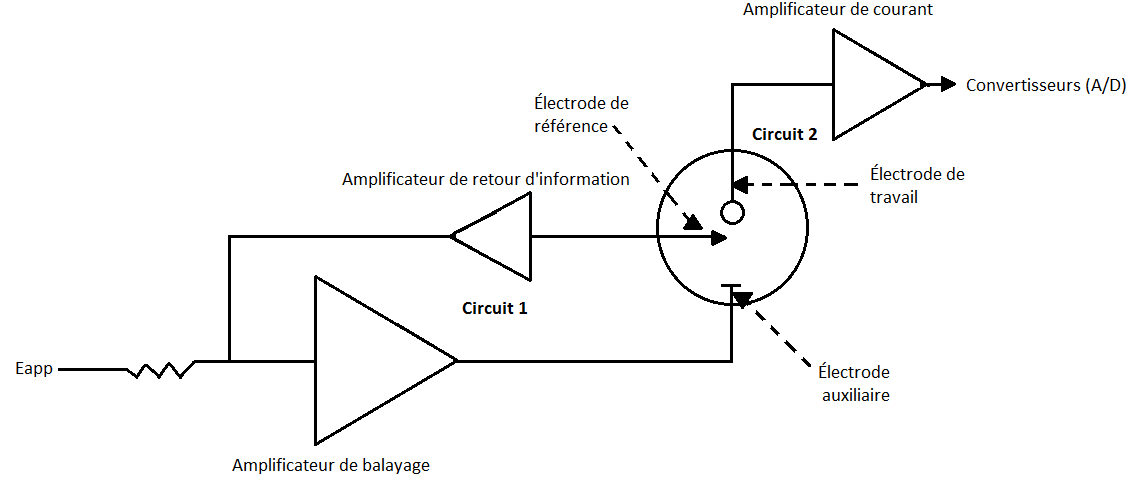
Schéma du système de circuits

Il y a finalement une électrode auxiliaire qui est composée d’un matériau inerte tel que du platine ou du graphite. Elle permet le passage du courant entre l’électrode de travail et elle-même.
Ce système est relié à deux circuits, soit un circuit qui applique le potentiel à la cellule et un autre qui mesure le courant au sein de la cellule,.
Finalement, les convertisseurs analogique-digital (A/D) et digital-analogique (D/A) permettent l’échange d’information entre la cellule électrochimique (analogique) et l’ordinateur (domaine digital).

## Principe de base
L’objectif de ce type d’analyse est d’obtenir un courant proportionnel à la concentration de l’analyte à étudier. On observe donc le transfert d’électrons durant une réaction d’oxydoréduction à la surface de la goutte de mercure.
Pour ce faire, un potentiel croissant dans le temps est appliqué au système d’électrode immergé dans une solution contenant l’analyte dilué dans une solution électrolytique (électrolyte de support). Ces électrolytes sont nécessaires au transport du courant entre les électrodes.

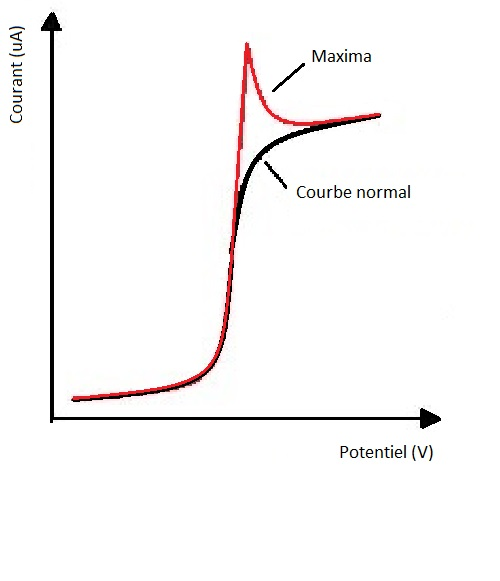
Déformation de la courbe par le maxima

À un certain potentiel, caractéristique à l’analyte, il y a début de réduction de l’analyte sous forme d’amalgame à la surface de la goutte de mercure. Ceci crée un débalancement de concentration au sein de la solution. Il y en résulte le phénomène de diffusion. C’est-à-dire, un mouvement des analytes d’une zone à haute concentration vers celle moindre (autour de la goutte de mercure). On observe, au même moment, l’augmentation du courant en fonction du potentiel. Lorsque la vitesse de diffusion maximale est atteinte, on atteint un maximum de courant. Tout dépendant le mode choisit, on peut obtenir des variations de courant qui donne une courbe ayant la forme d’un pic ou la forme sigmoïde.
Il est important pour ce genre d’analyse que le mouvement des analytes résulte seulement de la diffusion. Aucune agitation de la solution n’est faite lors de l’analyse pour éviter le mouvement des analytes par convection. Il peut résulter une convection lors de la formation de la goutte de mercure. Il en résulte un large pic non désiré que l’on appelle maxima,.
Il suffit d’ajouter une infime quantité de matériau tensio-actif tel que du Triton X. L’ajout excessif d’analyte non réactif dans le milieu d’analyse (électrolyte de support) permet d’augmenter la conductivité de la solution et réduit ainsi le champ électrique. Le mouvement des analytes par électromigration est ainsi supprimé.
Un autre problème est la présence d’oxygène dans la solution. L’oxygène est problématique lors d’analyse électrochimique puisqu’il se réduit à deux potentiels précis (-0.1V et -0.9V),. Ceci nuit à l’analyse des autres analytes qui se réduisent soit au même potentiel ou très près (superposition de pics).
O2 + 2H+ + 2e- ↔ H2O2           (1)
H2O2 + 2H+ + 2e- ↔ 2H2O         (2)
Il suffit d’éliminer l’oxygène en purgeant la cellule à l’aide d’un gaz inerte (azote purifié dans la majorité des cas) de 4 à 8 minutes,.

## Méthodes
Il existe trois modes d'analyse :
- le mode chute libre de la goutte : polarographie classique ;
- le mode chute forcée : la période à laquelle la goutte tombe est imposée, un marteau électronique est utilisé pour forcer la goutte de mercure à tomber ;
- le mode goutte pendante : la goutte formée à l'extrémité du capillaire est maintenue pendant l'analyse.

### Mode d’excitation

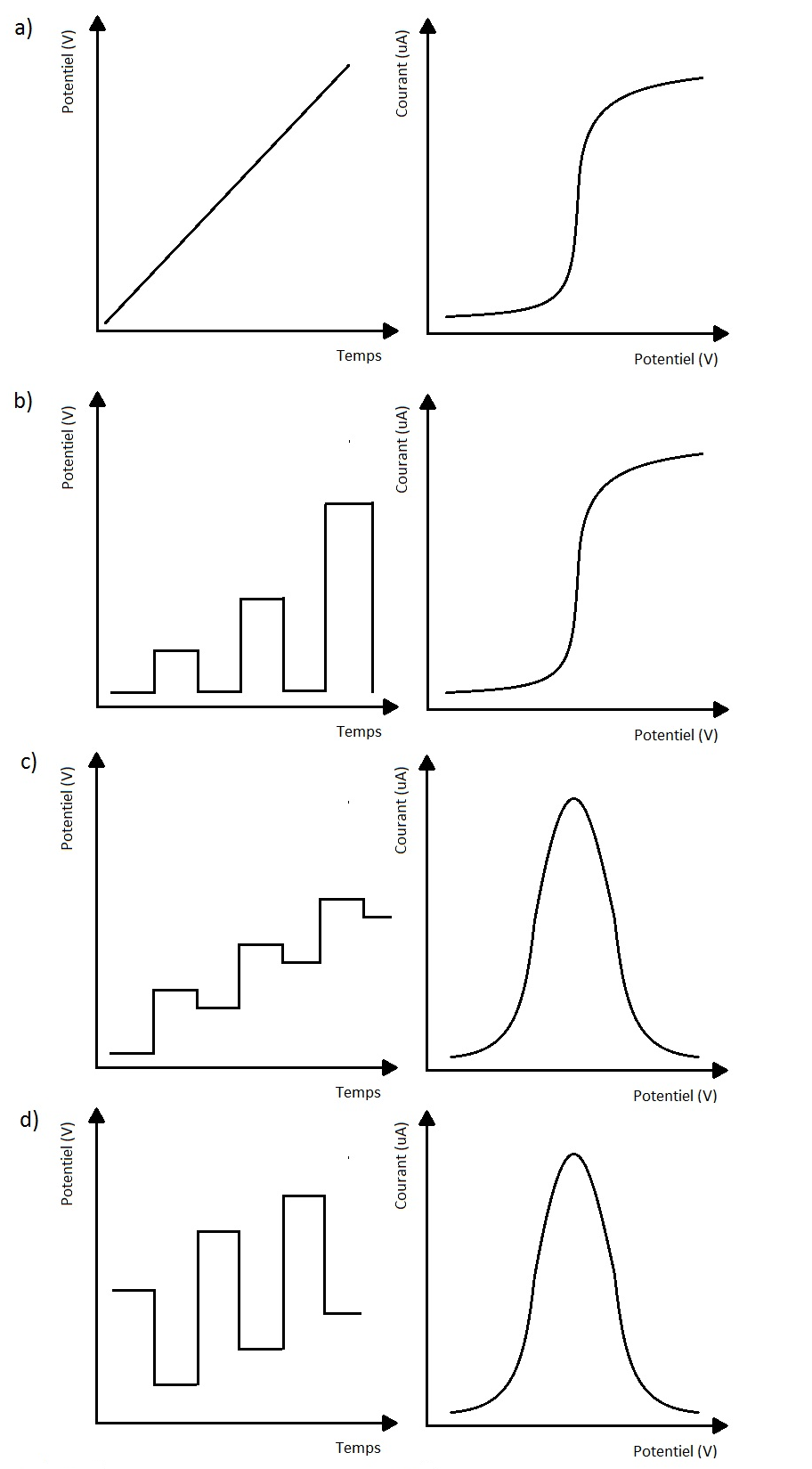
Les types de signaux et leurs réponses

Il existe plusieurs modes d’excitation :
- Signal d’excitation conventionnel «Direct current»  (DC) qui a été introduit par Heyvrosky. Cette méthode consiste en une rampe de potentiel linéaire croissante. On obtient une courbe sigmoïde. À mi-chemin entre le courant initial et le plateau, on a le potentiel de demi-vague (E1/2). Le potentiel de demi-vague peut être utilisé pour identifier des composants contenus dans la solution[4],[7],[6].
- Signal d’excitation à impulsion normale, « normal-pulse » (NP). Cette technique consiste à appliquer aux gouttes de mercure une série d’impulsions de potentiel toujours plus grand à chaque formation de goutte[4],[7]. Entre chaque impulsion, le potentiel au niveau de l’électrode de travail est maintenu à 0 V et aucune réaction ne peut avoir lieu. Le courant est mesuré environ 40 ms après que l’impulsion est appliquée. Le type de graphique obtenu est identique au mode DC, mais cette technique est 5-10 fois plus sensible[4],[7].
- Signal d’excitation à impulsion différentielle, « differential-pulse » (DP). Ce mode consiste à appliquer aux systèmes une série d’impulsions de même intensité et un potentiel croissant linéaire dans le temps[4],[7]. Le graphique obtenu est composé de pics dont la hauteur est directement proportionnelle à la concentration de l’analyte associé[4],[7]. C’est une très bonne technique pour mesurer des traces d’espèces organiques et inorganiques (concentration minimale de 10-8 M)[4].

## Application
Il est possible de procéder aux analyses avec un milieu aqueux, mais aussi en milieu organique. Dans le premier cas, on utilise majoritairement du KCl, mais il existe bien d’autres électrolytes efficaces. C’est la même chose pour le milieu organique. On peut faire l’analyse dans de l’alcool, acide acétique, acide sulfurique et bien plus.
Dans le domaine de la chimie analytique, appliquée à la toxicologie ou à l'écotoxicologie, c'est l'une des seules techniques permettant de mesurer des métaux lourds à l'état de trace (on peut déterminer des concentrations de l'ordre du ng/L) dans un environnement marin. Cette technique étant très sensible et facilement utilisable dans un environnement salin, elle est recommandée dans les études de spéciations chimiques, ainsi que d'étude de la matière organique naturelle (MON).

## Inconvénients de la technique
La polarographie est une très bonne méthode d’analyse (performante et reproductible). Cependant, elle comporte des inconvénients principalement à cause de son électrode à goutte de mercure. Tout d’abord, le mercure utilisé dans l’électrode doit être le plus pur possible. Ceci nécessite un traitement particulier. On oxyde les métaux nobles présents en passant un courant d’air (ou oxygène) à travers le mercure et une solution de sel de mercure acidifié à l’acide nitrique. Le tout est ensuite filtré et suivi de plusieurs distillations.
Ensuite, cette technique nécessite beaucoup de mercure qui est très toxique et en rejette autant dans l’environnement. Étant donné qu’il existe d’autres techniques spectroscopiques aussi efficaces que cette méthode, depuis la fin du XXe siècle, il a désintérêt pour cette technique pour éviter d’utiliser le mercure.